# Anna Ticho
Anna Ticho, en hebreo אנה טיכו, (Moravia, 1894 - Israel, 1980) fue una pintora israelí. 
Nació en Moravia, entonces parte del Imperio Austrohúngaro (hoy República Checa) en 1894. A los 15 años comenzó a estudiar dibujo en Viena, y en 1912 emigró a Palestina con su primo, el afamado oftalmólogo Avraham Albert Ticho (1883-1960), con quien se casó. 
Se establecieron en Jerusalén donde el Dr. Ticho abrió una clínica oftalmológica y Anna trabajó como su asistente. La clínica cerró en 1960 tras la muerte del oftalmólogo. 
En 1924, la pareja adquirió una propiedad erigida en 1880 por los Nashashibi, una conocida familia local que había vivido y trabajado en ella. En la casa, hospedó a muchos oficiales británicos y locales, como hicieron otros artistas e intelectuales. Al final de su vida, cedió su casa y su colección de arte (con obras de ella) a la ciudad de Jerusalén. La Casa Ticho funciona hoy día como dependencia del Museo de Israel y alberga un conocido restaurante y un café. 

## Temas artísticos
En sus primeras obras, la severidad del paisaje de Oriente Medio inhibían sus primeras aspiraciones artística y a partir de los años 1930 comenzó a realizar una serie de cuadros de las colinas jerosolimitanas y retratos de gente del lugar con los que se hizo muy conocida. Los dibujos y acuarelas de Anna Ticho pueden encontrarse en los principales museos de todo el mundo. 

## Premios
- Premio Israel de dibujo en 1980.[2]